# Saddle Point
Der Saddle Point (englisch für Sattellandspitze) ist eine felsige Landspitze an der Nordküste der Insel Heard. Sie trennt die Corinthian Bay von der Mechanics Bay. Auf ihr ragt der Caribou Crater auf.
Der Name des Kaps erscheint auf Kartenmaterial US-amerikanischer Robbenjäger, welche die Insel seit 1855 anliefen.